# Сутлепа (деревня)
Су́тлепа (эст. Sutlepa) или Су́тлеп — деревня в волости Ляэне-Нигула уезда Ляэнемаа, Эстония.
До административной реформы местных самоуправлений Эстонии 2017 года входила в состав волости Ноароотси.

## География и описание

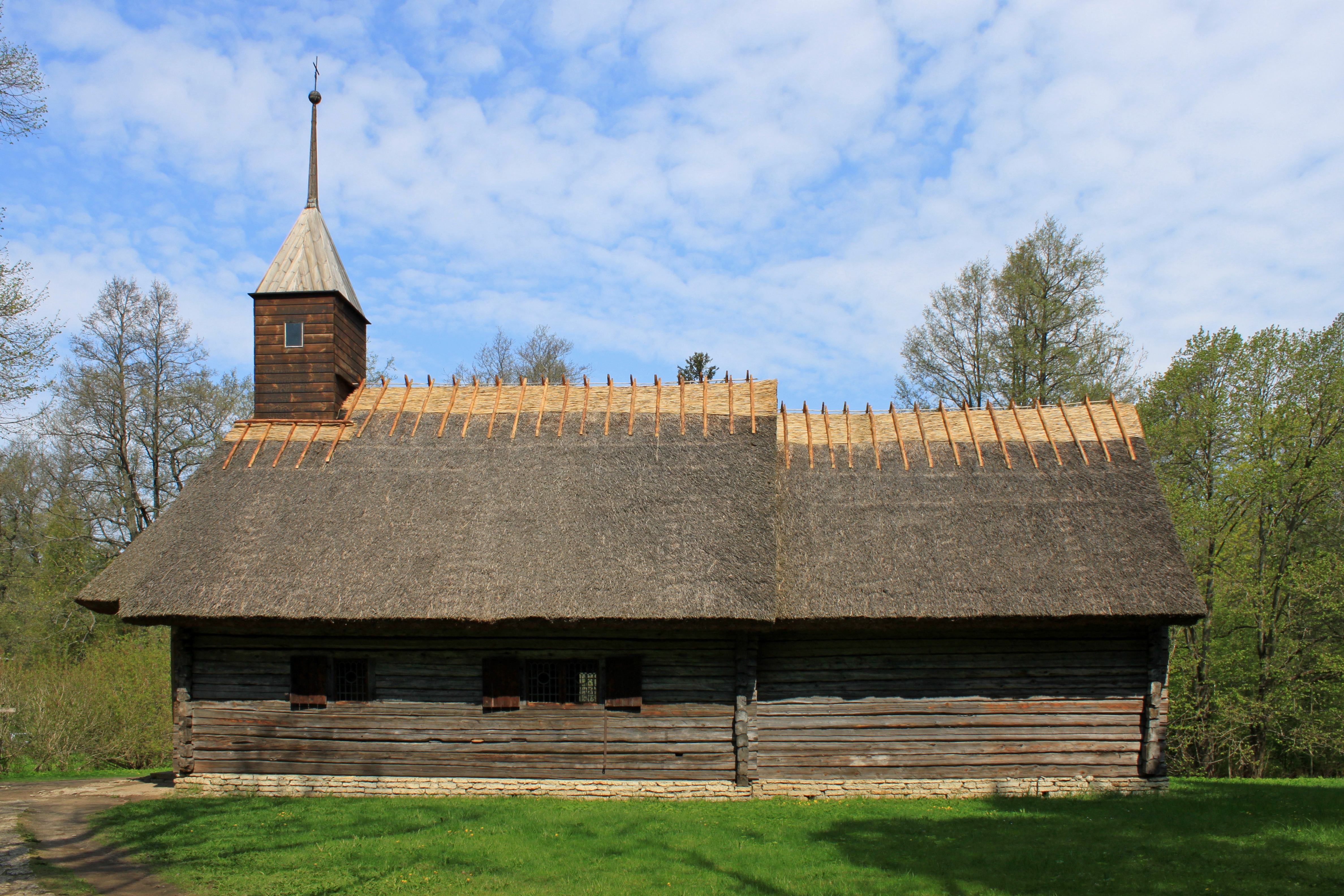
Часовня Сутлепа в Эстонском музее под открытым небом

Расположена в 12 километрах к северу от уездного центра — города Хаапсалу — и в 13 километрах к северо-западу от волостного центра — посёлка Таэбла. Высота над уровнем моря — 4 метра.
Климат умеренный. Официальный язык — эстонский. Почтовый индекс — 91230.

## Население
По данным переписи населения 2011 года в Сутлепа проживали 107 человек, из них 99 (92,5 %) — эстонцы.
По данным переписи населения 2021 года, в деревне насчитывалось 114 жителей, из них 103 (91,2 %) — эстонцы.
Численность населения деревни Сутлепа:
| Год  | 2000 | 2011  | 2017  | 2018  | 2019  | 2020  | 2021  |
| ---- | ---- | ----- | ----- | ----- | ----- | ----- | ----- |
| Чел. | 129  | ↘ 107 | ↗ 115 | ↘ 112 | ↗ 113 | ↗ 119 | ↘ 114 |

## История
В XVII столетии в деревне проживали эстонские крестьяне шведского происхождения. В деревне была построена уникальная деревянная часовня Сутлепа, первое упоминание о которой относится к 1627 году. В 1970 году часовня была перенесена в Эстонский музей под открытым небом.

## Инфраструктура
В августе 2011 года в деревне был торжественно открыт современный и дорогостоящий Центр досуга площадью 350 квадратных метра. Это было первое здание, построенное в тогдашней волости Ноароотси после выхода Эстонии из состава Советского Союза в 1991 году. Строительство Центра досуга, спроектированного по принципу пассивного дома, финансировалось Европейским Союзом по программе KOIT (kohaliku omavalitsuse investeeringutoetuste kava — программа инвестиционных пособий местным самоуправлениям), и его стоимость составила 433 тысячи евро.
В деревне находится приход баптистской церкви.

## Достопримечательности
В окрестностях деревни Сутлепа находятся большие ледниковые валуны. Наибольшие из них: валун Ристикиви (обхват 29 метров, высота 3,6 метра), Большой и Малый Патстайн (соответственно 26,6 и 8 метров и 21 и 5 метров). В деревне Сутлепа находится ледниковый валун Лаанекиви (обхват 26,9, высота 9,6 метра).
К западу от деревни находится реликтовое озеро Сутлепа или так называемое море Сутлепа.
Для защиты многообразной местной природы в 1998 году был сформирована природоохранная зона Сильма (4780 гектара).

## Комментарии
1. ↑  Эстонские топонимы, оканчивающиеся на -а, не склоняются и не имеют женского рода (исключение — Нарва)[4].